# Anne Fontaine
Anne Fontaine (Luxemburgo, 15 de julho de 1959) é uma cineasta, roteirista e ex-atriz luxemburguesa.